# Konorót Gábor
Konorót Gábor (Budapest, 1949. április 21. – 2020. október 28.) 15-szörös magyar bajnok gyeplabdázó. Az év gyepladázója (1975).

## Pályafutása
1949. április 21-én született Budapesten Konorót Gyula (1911–1980) gyeplabdázó, sportvezető és Gaál Ilona adminisztrátor gyermekeként. Testvére Konorót Ferenc (1950) szintén válogatott gyeplabdázó. 1966 és 1992 között a Bp. Építők, az Építők SC illetve az Építők HC játékosa volt, ahol 15 bajnoki címet és 10 magyar kupa győzelmet szerzett a csapattal. Edzői Konorót Gyula, Tamás Ferenc, Tóth Ferenc,  és Almási Sándor voltak.
1969 és 1975 között több mint 150-szer szerepelt a válogatottban. 1975-ben év gyepladázójának választották.
1990-ben a Testnevelési Főiskolán edzői oklevelet szerzett.

## Sikerei, díjai
- Az év gyepladázója (1975)
- Magyar bajnokság
  - bajnok (15): 1968, 1969, 1974, 1977, 1979, 1981, 1982, 1983, 1984, 1985, 1986, 1987, 1988, 1989, 1990
  - 2 (5).: 1970, 1971, 1973, 1978, 1980
  - 3. (3): 1972, 1975, 1976
- Magyar kupa (MNK)
  - győztes (10): 1968, 1969, 1973, 1976, 1978, 1979, 1981, 1985, 1987, 1990
  - 2. (4): 1972, 1980, 1991, 1992
  - 3. (2): 1971, 1974
- Felszabadulás kupa
  - győztes: 1975
- Magyar bajnokság (kispályás)
  - bajnok: 1977
- Magyar bajnokság (terem)
  - bajnok (5): 1981, 1984, 1985, 1987, 1988